# A negyedik angyal
A negyedik angyal (eredeti cím: The Fourth Angel) 2001-ben bemutatott brit–kanadai filmdráma John Irvin rendezésében. A forgatókönyvet Robin Hunter ötlete alapján Allan Scott írta. A főszerepben Jeremy Irons és Forest Whitaker látható. A film címe a Jelenések könyve 16:8-ra utal “A negyedik angyal is kitölté az ő poharát a napra; és adaték annak, hogy az embereket tikkaszsza tűzzel.„

## Cselekmény
Jack Elgin felesége és két gyermeke meghalt egy repülőgép-eltérítés során. A bíróság szabadon engedi a felelős terroristákat, ami Jacket elkeseríti. Jack, Jules Bernard ügynök segítségével megkeresi a tetteseket és ő maga hozza meg a halálos ítéletüket.

## Szereplők
| Szereplő             | Színész            | Magyar hang        |
| -------------------- | ------------------ | ------------------ |
| Jack Elgin           | Jeremy Irons       | Szakácsi Sándor    |
| Jules Bernard ügynök | Forest Whitaker    | Bognár Tamás       |
| Davidson             | Jason Priestley    | Megyeri János      |
| Maria                | Briony Glassco     | Kiss Eszter        |
| Kate Stockton        | Charlotte Rampling | Bessenyei Emma     |
| Olivia               | Lois Maxwell       | Mednyánszky Ági    |
| Jones                | Timothy West       | Uri István         |
| Andrew Elgin         | Joel Pitts         | Gacsal Ádám        |
| Joanne Elgin         | Anna Maguire       | Bogdányi Titanilla |